# Acrocordiopsis patilii
Acrocordiopsis patilii är en svampart som beskrevs av Borse & K.D. Hyde 1989. Acrocordiopsis patilii ingår i släktet Acrocordiopsis och familjen Melanommataceae.   Inga underarter finns listade i Catalogue of Life.